# Mordovia Cup 2009
Il Mordovia Cup 2009 è un torneo professionistico di tennis maschile giocato sulla terra rossa, che faceva parte dell'ATP Challenger Tour 2009. Si è giocato a Saransk in Russia dal 27 luglio al 2 agosto 2009.

## Partecipanti

### Teste di serie
| Nazionalità | Giocatore                   | Ranking* | Testa di serie |
| ----------- | --------------------------- | -------- | -------------- |
| Russia      | Michail Elgin               | 132      | 1              |
| Kazakistan  | Michail Kukuškin            | 169      | 2              |
| Ucraina     | Illja Marčenko              | 236      | 3              |
| Lettonia    | Deniss Pavlovs              | 263      | 4              |
| Irlanda     | Conor Niland                | 277      | 5              |
| Francia     | Jonathan Dasnières de Veigy | 290      | 6              |
| Spagna      | Iñigo Cervantes-Huegun      | 296      | 7              |
| Ucraina     | Ivan Serheev                | 301      | 8              |

- Ranking al 20 luglio 2009.

### Altri partecipanti
Giocatori che hanno ricevuto una wild card:
- Nikoloz Basilašvili
- Evgenij Donskoj
- Vladislav Dubinsky
- Anton Manegin

Giocatori passati dalle qualificazioni:
- Mikhail Ledovskikh
- Denis Matsukevich
- Denys Molčanov
- Vitali Reshetnikov
- Artem Sitak (Lucky Loser)

## Campioni

### Singolare
Iñigo Cervantes-Huegun ha battuto in finale  Jonathan Dasnières de Veigy con il punteggio di 7–5, 6–4

### Doppio
Michail Elgin /  Evgenij Kirillov  hanno battuto in finale  Aleksej Kedrjuk /  Denis Matsukevich con il punteggio di 6–1, 6–2